# 那年盛夏我們綻放如花
《那年盛夏我們綻放如花》、籌備名稱「全家已讀不回」，為香港MakerVille製作的驚悚青春電視劇，改編自何晞賢小說《已讀不回死全家》，由陳健朗執導，歐鎮灝、邱彥筒、張毓軒及張迪文領銜主演，王丹妮特別演出，為《ViuTV 2023》節目巡禮劇集之一。製作特輯《那年盛夏我們綻放如花 製作特輯》於2023年8月26日星期六21:30-22:00播出，此劇由2023年8月28日至9月15日，逢星期一至五21:30-22:30於ViuTV播出。台灣方面則由KKTV同步跟播上架。
此劇為余逸思在ViuTV之告別作。

## 故事大綱
暑假即將完結之際，蔡鳴磊紀念中學一群升上6A班的同學，返回學校參加班主任周Sir的生涯規劃。期間，全班所有同學被加進即時通訊一個名為「已讀不回死全家」的群組。身份神秘的Admin定下勝利條件，和列出以下規則。
遊戲規則：
1. 30分鐘內已讀不回的6A班同學──死亡（Admin及群組訊息不在此限）
2. 發訊息給死者或離開群組──死亡
3. 洩露群組存在──死亡

勝利條件：
1. 6A班倖存者兩人或以下
2. 四名目標人物死亡

起初眾人均對此嗤之以鼻，但隨着違反規則的同學即時暴斃，全部同學均陷入恐慌，彼此拉攏卻又互相猜忌，用盡辦法務求要存活下來。

## 每集列表
| 集數   | 首播日期 | 標題 | 備註           | 片頭           |
| 2023年 |          |      |                |                |
| 1      | 8月28日  | 綻放 |                | 何晞賢         |
| 2      | 8月29日  | 獵巫 | 楊悅盈         |                |
| 3      | 8月30日  | 正直 | 胡綺玲         |                |
| 4      | 8月31日  | 伴   | 吳啟鋒         |                |
| 5      | 9月1日   | 慰藉 | 區家純         |                |
| 6      | 9月4日   | 純真 | 張允行         |                |
| 7      | 9月5日   | 不捨 | 何晞媛、徐浩東 |                |
| 8      | 9月6日   | 決心 | 石曉陽         |                |
| 9      | 9月7日   | 諾言 | 陳曉晶、洪諾言 |                |
| 10     | 9月8日   | 終結 | 陳佩珊         |                |
| 11     | 9月11日  | 良師 | 結局篇         | 周世文         |
| 12     | 9月12日  | 回憶 | 結局篇         | 楊悅盈、何晞媛 |
| 13     | 9月13日  | 犧牲 | 結局篇         | 柯志恆         |
| 14     | 9月14日  | 永別 | 結局篇         | 賴智勇         |
| 15     | 9月15日  | 遺忘 | 大結局         | 楊悅盈、蔡明治 |

## 製作

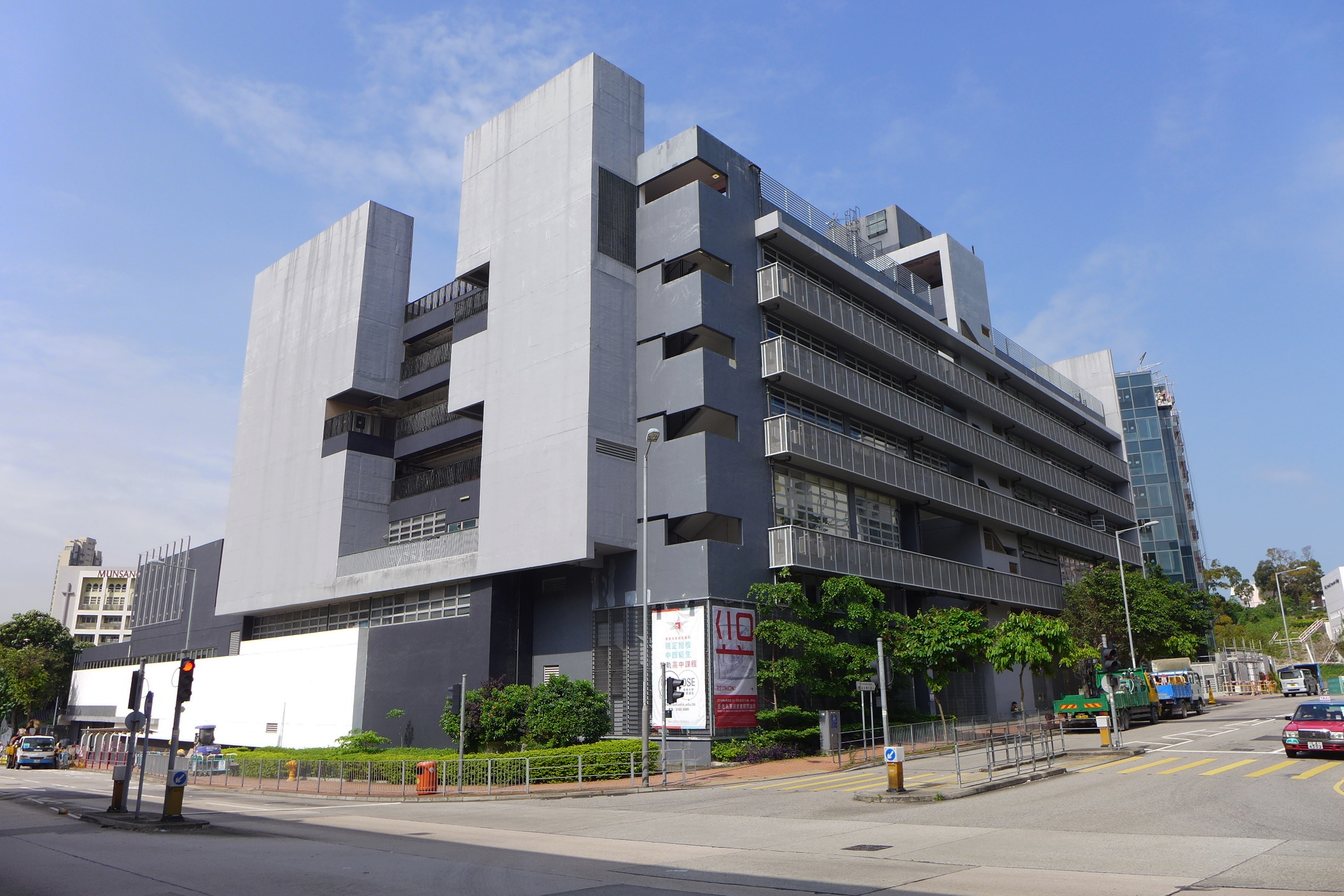
劇中蔡鳴磊紀念中學取景自香港兆基創意書院

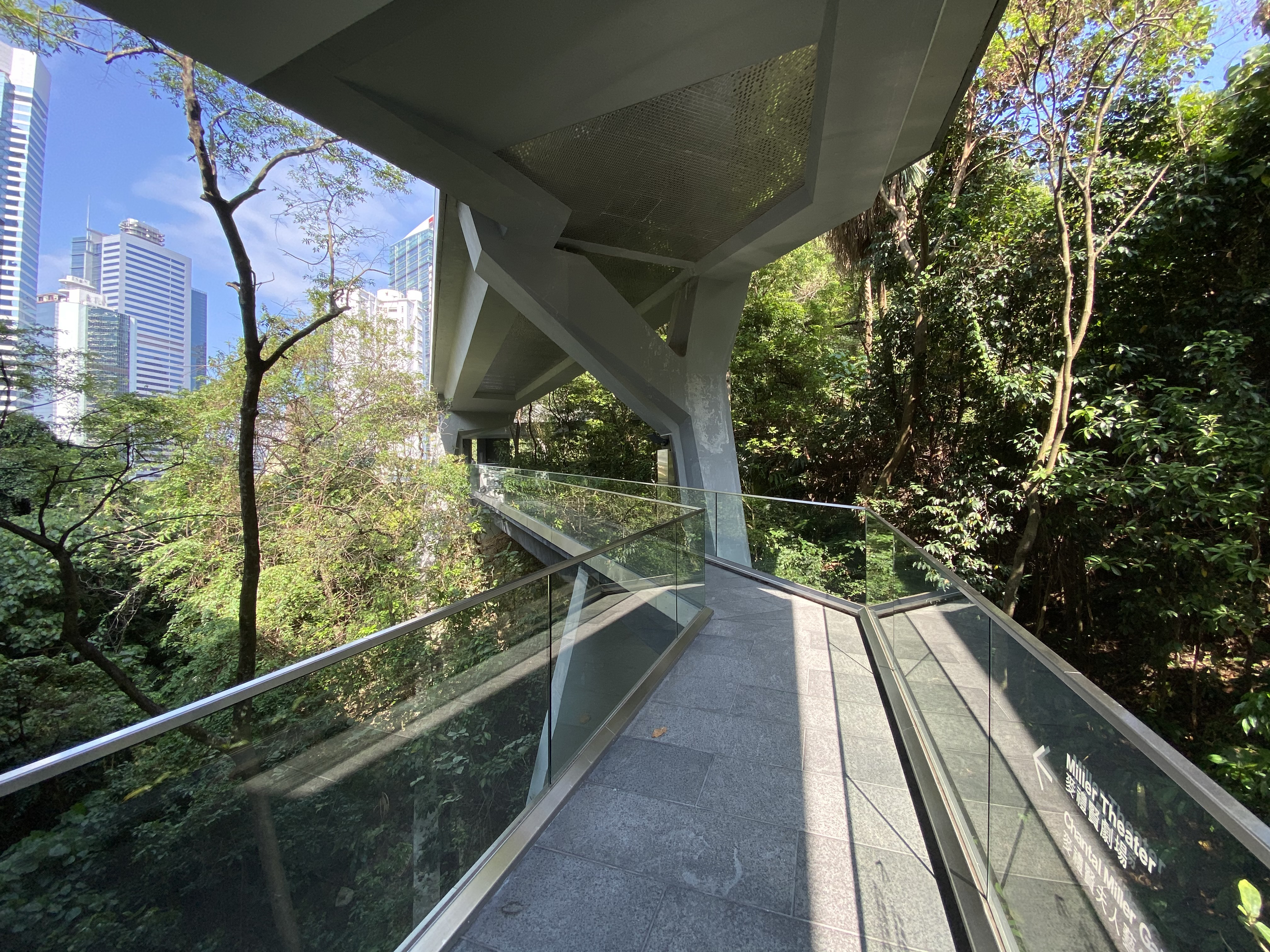
劇中MTCC辦公室戶外部分在金鐘亞洲協會香港中心取景

小說《已讀不回死全家》由何肇康（以「何晞賢」的筆名）創作，起初以網絡小說的形式於2017年在LIHKG討論區連載。2018年由創造館出版成實體小說。
2022年4月，香港電視娛樂有限公司改組成立MakerVille，同時宣佈籌備拍攝《已讀不回死全家》改編的電視連續劇，當時公布的劇名為「全家已讀不回」。導演陳健朗是原著作者何肇康的好友，故邀請他擔任此劇的編審。為了避免與2018年播出的電視劇《已讀不回》混淆，故劇組需要構思了另一個劇名，最終何肇康選出了一個表面很文藝、很青春的劇名，以求與內容有極大反差。陳健朗花了大約兩個星期為角色試鏡，起用了很多新演員，並安排了張錦程和李頊珩為他們上演技工作坊。
劇集開拍的拜神儀式原訂於2022年7月29日舉行，但因前一日MIRROR演唱會發生意外而取消。
導演於劇中採取復古未來主義風格，特地使用Y2K年代的電話，並配以未來的高科技。而MTCC辦公室的員工亦模仿該時代的打扮。電話屏幕顯示的內容均為電腦合成影像。
本劇蔡鳴磊紀念中學取景自九龍城區香港兆基創意書院，而學生們在天台路過或詳談的地方取景自馬鞍山恆安商場。而MTCC辦公室戶外部分在金鐘亞洲協會香港中心取景。其他拍攝地方包括屯門兆康站下的屯門河河畔，葵盛游泳池，中環Santorini Greek Cafe-Restaurant和西九龍中心。
因受到《廣播條例》及《電視通用業務守則》限制關係，此劇於電視播出的版本中會對部分情節及鏡頭作出刪剪，而未經刪剪之足本版則安排於ViuTV官方網站及應用程式播放。

## 角色

### 蔡鳴磊紀念中學6A班
| 演員   | 角色名稱 | 簡要介紹                                                                     |
| ------ | -------- | ---------------------------------------------------------------------------- |
| 駱振偉 | 周世文   | 6A班班主任，中文及體育老師，與陳佩珊發展師生戀                               |
| 歐鎮灝 | 何晞賢   | 何晞媛之弟，追求陳佩珊                                                       |
| 邱彥筒 | 楊悅盈   | 楊啟臻之妹，面對連環死亡事件，選擇不歸向任何人，以身犯險驗證其推測           |
| 張毓軒 | 石曉陽   | 石曉彤之弟，吳綺敏之男友，主張犧牲少數以盡快找出目標人物對抗連環死亡事件     |
| 張迪文 | 柯志恆   | 高材生，為求生不惜犧牲他人                                                   |
| 葉振弘 | 張允行   | 喜歡何晞媛，於第6集欲向其表白但失敗，最終在第7集臨死前向她表白並透露群組存在 |
| 葛綽瑤 | 陳佩珊   | 何晞賢暗戀對象，與周世文發展師生戀                                           |
| 戴玉麒 | 賴智勇   | 班中同學欺凌對象                                                             |
| 陳焯嵐 | 洪諾言   | 陳曉晶之男友                                                                 |
| 郭東彩 | 陳曉晶   | 洪諾言之女友                                                                 |
| 蔡曉童 | 關家雯   | 喜歡何晞賢，於第1集因洩露群組的存在而亡                                      |
| 蔡承恩 | 吳啟鋒   | 班會主席，喜歡關家雯                                                         |
|        | 胡綺玲   | 女班長                                                                       |
| 陳傑奇 | 徐建民   |                                                                              |
| 黃偉聰 | 劉楚恆   |                                                                              |
| 許月湘 | 區家純   |                                                                              |
| 歸綽嶢 | 吳綺敏   | 石曉陽之女友，於第1集因退出群組而亡                                          |
| 森信裕 | 方溢滿   |                                                                              |
| 張啟興 | 梁嘉豪   |                                                                              |
| 鄭 絲  | 黎美娟   |                                                                              |
| 杜曦駿 | 鄧鐵雄   |                                                                              |
| 郭駿賢 | 張浩榮   |                                                                              |
| 方曉彤 | 陳嘉欣   |                                                                              |
| 李嘉毅 | 羅彥輝   | 曾為班中同學欺凌對象，早於半年前已經休學，其後曾入職MTCC為實習生             |

### MasonTec Cyber Communication（MTCC）
| 演員                | 角色名稱 | 簡要介紹 |
| ------------------- | -------- | --- |
| 陸駿光              | 蔡明治   | MTCC總裁、蔡鳴磊之子，疑患不知名疾病，懷疑連環死亡事件由公司的M.A.D系統引發，表面上指揮員工徹查，暗地裡要求凌國豪用一切手段掩蓋此事，並不願制止Spectre |
| 林子傑              | 凌國豪   | MTCC行動組主管，負責監視6A班的連環死亡事件，並消滅所有6A班師生外的知情者                                                                               |
| 王丹妮 （特別演出） | 石曉彤   | 石曉陽之姊、蘇煒良之未婚妻，自蘇煒良死後與弟疏遠 MTCC高級研發主管，暗中調查6A班的連環死亡事件起因和「Admin」真身                                       |
| 黃溢濠              | 阿田     | MTCC職員，石曉彤下屬，協助其調查6A班的連環死亡事件 |
| 何肇康              | Jack     | MTCC職員，石曉彤下屬 |
| 李駿碩              | Oscar    | MTCC職員，蔡明治下屬 |
| 朱栢謙              | 蘇煒良   | 石曉彤之未婚夫 曾為MTCC職員 |
| 余逸思              | Katie    | MTCC公關 負責召開記者會澄清連環死亡事件 |
| 楊穎文              |          | MTCC接待員 |
| 林 登               |          | MTCC保安 |
| 廖安廸              |          | MTCC保安 |
| 陳銘然              |          | 曾為MTCC實習生 |
| 陳銘毅              |          | 曾為MTCC實習生 |
| 利銘滔              | 阿滔     | MTCC新同事 |

### 其他演員
| 演員                | 角色名稱   | 簡要介紹                                                              |
| ------------------- | ---------- | --------------------------------------------------------------------- |
| 陳穎欣              | 何晞媛     | 何晞賢之姊，張允行的暗戀對象，網媒記者                                |
| 陳湛文              | 徐浩東     | 何晞媛上司，曾在任記者時暗中調查MTCC                                  |
| 盧鎮業              | 陳火健     | 徐浩東舊同事及好友 曾與徐浩東一起調查MTCC，後被MTCC追殺而受傷成為瘸子 |
| 黃文慧              | 羅嫲嫲     | 羅彥輝之祖母，無法接受羅彥輝離世，每當提及此事便會發狂                |
| 洪嘉豪              | 楊啟臻     | 楊悅盈之兄                                                            |
| 彭杏英              |            | 楊悅盈、楊啟臻之母                                                    |
| 陳逸寧              | Isabella   | 關家雯之母、餐廳東主                                                  |
| 熊啟瑞              | 水哥       | 蔡鳴磊紀念中學校工                                                    |
| 林淑賢              | Miss潘     | 蔡鳴磊紀念中學老師                                                    |
| 張滿源              | 區家純之父 |                                                                       |
| 黃素歡              | 區家純之母 |                                                                       |
| 李 敏               | Claris     | MTCC臥底，目標為引出徐浩東及何晞媛二人                                |
| 倪政聖              |            | 網媒員工                                                              |
| 熊 怡               |            | 網媒員工                                                              |
| 方智偉              |            | 網媒員工                                                              |
| 鄧芷玲              |            | 欺凌楊悅盈的女學生                                                    |
| 陳書昕              |            | 欺凌楊悅盈的女學生                                                    |
| 翁梓桐              |            | 欺凌楊悅盈的女學生                                                    |
| 張錦程 （特別演出） |            | 蔡鳴磊紀念中學校長 周世文之上司                                       |
| 曾睿彤              | 郭婉儀     | 何晞賢、賴智勇新同學 喜歡何晞賢                                       |
| 麥桂源              |            | 網媒新同事                                                            |
| 李海華              |            | 保齡球場經理 陳曉晶上司                                               |
| 何華超              |            | 何晞賢、何晞媛之父                                                    |
| 黃佩珍              |            | 何晞賢、何晞媛之母                                                    |

## 歌曲
| 歌曲名           | 主唱                                                   | 作曲     | 填詞     | 編曲     | 監製     | 備註                            |
| 《仍有心跳脈搏》 | Maniac（獨唱版） Maniac（Feat. Marf 邱彥筒）（合唱版） | Maniac   | 顏暐宗   | Maniac   | Maniac   | 主題曲                          |
| 《別》           | Bad Math                                               | Bad Math | Bad Math | Bad Math | Bad Math | 片尾曲（第1-4集）               |
| 《Raven》        | TYNT                                                   | TYNT     | TYNT     | TYNT     | TYNT     | 片尾曲（第5-9集）               |
| 《青春殘酷物語》 | 觸執毛                                                 | 劉以達   | 林夕     | 劉以達   | 觸執毛   | 片尾曲（第12集） 插曲（第15集） |
| 《70》           | Maniac                                                 | Maniac   | 顏暐宗   | Maniac   | Maniac   | 插曲（第1集）                   |

1. 1 2  劇集內播放為Maniac獨唱版，官方MV為featuring邱彥筒版

## 外部連結
- MakerVille：那年盛夏 我們綻放如花 （页面存档备份，存于）
- 互联网电影数据库（IMDb）上《那年盛夏我們綻放如花》的资料（英文）
- 豆瓣电影上《那年盛夏我們綻放如花》的資料 （简体中文）
- ViuTV：那年盛夏我們綻放如花（劇集重溫） （页面存档备份，存于）
- ViuTV：那年盛夏我們綻放如花（足本版劇集重溫） （页面存档备份，存于）
- 蔡鳴磊紀念中學學生關注組（《那年盛夏我們綻放如花》官方Telegram群組） （页面存档备份，存于）
- YouTube上的Maniac《仍有心跳脈搏》（feat. Marf 邱彥筒）《那年盛夏我們綻放如花》電視劇主題曲（Official Music Video）
- YouTube上的Bad Math《別》《那年盛夏我們綻放如花》電視劇片尾曲（Official Music Audio）
- YouTube上的歐鎮灝、駱振偉《別》《那年盛夏我們綻放如花》電視劇片尾曲（Chill Club Live Version）
- YouTube上的TYNT《RAVEN》《那年盛夏我們綻放如花》電視劇片尾曲（Official Music Audio）
- YouTube上的TYNT《RAVEN》《那年盛夏我們綻放如花》電視劇片尾曲（Chill Club Live Version）
- YouTube上的觸執毛《青春殘酷物語》《那年盛夏我們綻放如花》電視劇片尾曲（Official Music Audio）
- YouTube上的Maniac《70》《那年盛夏我們綻放如花》電視劇插曲（Official Music Audio）
- YouTube上的《那年盛夏我們綻放如花》製作特輯
- YouTube上的《那年盛夏我們綻放如花》記者會FB Live
- YouTube上的《那年盛夏我們綻放如花》原著作者及編審訪談
- YouTube上的《那年盛夏我們綻放如花》《爆谷一周》幕後訪談
- YouTube上的《那年盛夏我們綻放如花》導演陳健朗解密專訪Part 1
- YouTube上的《那年盛夏我們綻放如花》導演陳健朗解密專訪Part 2
- YouTube上的《那年盛夏我們綻放如花》十五集偶像神劇拍出水準來！挑戰香港電視尺度
- YouTube上的《那年盛夏我們綻放如花》大結局前死剩六個的背後
- YouTube上的《那年盛夏我們綻放如花》香港原創懸疑智鬥劇集？
- YouTube上的《那年盛夏我們綻放如花》香港人對抗權力的鬥爭就是記憶與遺忘的鬥爭？
- YouTube上的《那年盛夏我們綻放如花》完食討論「是否稱為神劇...重要嗎？」
- YouTube上的《那年盛夏我們綻放如花》導演+演員親臨分享！
- YouTube上的《那年盛夏我們綻放如花》完劇討論暨柯狗周Sir鞭屍大會！
- YouTube上的《那年盛夏我們綻放如花》香港影視創作何去何從？挑戰亞洲還欠甚麼？為何港劇於國際串流平台極罕？
- YouTube上的《那年盛夏我們綻放如花》近年港劇天花板

## 電視節目的變遷
| 香港 ViuTV 星期一至五 21:30－22:30                          | 香港 ViuTV 星期一至五 21:30－22:30                    | 香港 ViuTV 星期一至五 21:30－22:30 |
| ----------------------------------------------------------- | ----------------------------------------------------- | ---------------------------------- |
|                                                             | 那年盛夏我們綻放如花 （2023年8月28日－2023年9月15日） |                                    |
| 全星暑假系列（非戲劇節目） （2023年7月21日－2023年8月25日） | Food Buddies （2023年9月18日－2023年10月6日）         |                                    |